# 季尼杰雷庄园
季尼杰雷庄园是拉脱维亚西部库尔兰地区，塔爾西市鎮伊韦堂区的一座庄园。

## 历史
季尼杰雷庄园最初由圣彼得堡银行家约翰·巴赫于1805年兴建，该建筑从19世纪末直到1920年一直都是奥施滕扎肯家族的财产。从1927年到2008年，该庄园大屋一直以来做为季尼杰雷小学的校舍。而现在，该建筑被用作路德教派的宗教场所，并在每周日作为礼拜场所。

## 旅游景点
游客需要提前预约庄园景区的门票。景区包含戏剧之旅和城堡历史介绍；在景区内，游客需要步行穿过庄园内的公园和爱情岛，参观当时的艺术工作室和城堡的地下工事；景区内亦有餐厅。